# Copa espanyola de futbol femenina
La Copa espanyola de futbol femenina, denominada com a Copa de la Reina de Futbol des de la temporada 1988-89, és una competició esportiva de clubs espanyols de futbol, creada la temporada 1982-83 i organitzada per la Reial Federació Espanyola de Futbol. De caràcter anual, normalment se celebra al mes de juny en una seu neutral i hi participen els equips de la Lliga espanyola de futbol femenina en sistema d'eliminació directa a un únic partit per tal de disputar la gran final. Té el seu precedent directe en el Campionat Nacional de Futbol Femení SM La Reina celebrat el juny de 1981 a Tarragona, que fou guanyat pel Karbo Deportivo. Dos anys després, la RFEF va oficialitzar la competició, essent la primera d'àmbit estatal.
El Karbo Deportivo guanyà les tres primeres edicions de la Copa de la Reina (1983-85), convertint-se en el primer equip dominador de la competició. Posteriorment, el torneig ha estat dominat per equips catalans, valencians i madrilenys. Al llarg de la seva història, hi han hagut quinze equips diferents campions de la Copa. Destaquen el Futbol Club Barcelona amb onze títols, seguit del Llevant Unió Esportiva i del Reial Club Deportiu Espanyol, amb sis títols cadascun.

## Historial
Fins a la creació de Lliga espanyola de futbol femenina la temporada 1988-89, va rebre la denominació de Campionat d'Espanya de Futbol Femení:
| En negreta = Equip guanyador (prò.) = Pròrroga (p.) = Penals (1) = Número de títols Nota: Noms dels equips segons l'època. |

| Edició                               | Temp.                                | Data                                 | Campió                               | Resultat                             | Subcampió                            | Seu final                                   | refs                                 |
| Campionat d'Espanya de Futbol Femení | Campionat d'Espanya de Futbol Femení | Campionat d'Espanya de Futbol Femení | Campionat d'Espanya de Futbol Femení | Campionat d'Espanya de Futbol Femení | Campionat d'Espanya de Futbol Femení | Campionat d'Espanya de Futbol Femení        | Campionat d'Espanya de Futbol Femení |
| ------------------------------------ | ------------------------------------ | ------------------------------------ | ------------------------------------ | ------------------------------------ | ------------------------------------ | ------------------------------------------- | ------------------------------------ |
| no oficial                           | 1981                                 | 28-06-1981                           | Karbo Deportivo                      | 2-1                                  | Ricard Las Palmas                    | Nou Estadi, Tarragona                       | [ 6 ]                                |
| I                                    | 1983                                 | 22-05-1983                           | Karbo Deportivo (1)                  | 4 - 1                                | Porvenir CF                          | Camp Las Margaritas, Getafe                 |                                      |
| II                                   | 1984                                 |                                      | Karbo Deportivo (2)                  | 4-2 / 1-2                            | Añorga Kirol KE                      | La Corunya / Sant Sebastià                  | [ 7 ]                                |
| III                                  | 1985                                 | 23-06-1985                           | Karbo Deportivo (3)                  | 2-2 (3-1, p.)                        | PB Barcilona                         | Estadi de Riazor, La Corunya                | [ 8 ]                                |
| IV                                   | 1986                                 | 05-07-1986                           | Porvenir CF (1)                      | 3-1                                  | Oiartzun KKE                         | Medina de Pomar                             |                                      |
| V                                    | 1987                                 | 05-07-1987                           | Oiartzun KKE (1)                     | 3-2                                  | Añorga Kirol KE                      | Camp de futbol d'Astigarraga                | [ 9 ]                                |
| VI                                   | 1988                                 |                                      | Oiartzun KKE (2)                     | 8-0                                  | Porvenir CF                          | Tomelloso                                   |                                      |
| Copa de la Reina de futbol           |                                      |                                      |                                      |                                      |                                      |                                             |                                      |
| VII                                  | 1989                                 | 25-06-1989                           | Parque Alcobendas (1)                | 4-2                                  | Añorga Kirol KE                      | Estadi Las Gaunas, Logronyo                 |                                      |
| VIII                                 | 1990                                 |                                      | Añorga Kirol KE (1)                  | 2-0                                  | RCD Espanyol                         | Estadi Carlos Belmonte, Albacete            | [ 10 ]                               |
| IX                                   | 1991                                 | 30-06-1991                           | Añorga Kirol KE (2)                  | 3-0                                  | CF Barcelona                         | Estadi de La Romareda, Saragossa            |                                      |
| X                                    | 1992                                 |                                      | Oroquieta Villaverde (1)             | 3-0                                  | CE Sabadell FC                       | Estadi Jesús María Pereda, Medina de Pomar  | [ 11 ]                               |
| XI                                   | 1993                                 | 26-06-1993                           | Añorga Kirol KE (3)                  | 2-1                                  | CD Oroquieta Villaverde              | Camp Las Margaritas, Getafe                 |                                      |
| XII                                  | 1994                                 | 26-06-1994                           | CF Barcelona (1)                     | 2-1                                  | CD Oroquieta Villaverde              | Estadi Navalcarbón, Las Rozas de Madrid     |                                      |
| XIII                                 | 1995                                 | 04-06-1995                           | Oroquieta Villaverde (2)             | 4-2                                  | Añorga Kirol KE                      | Coslada                                     |                                      |
| XIV                                  | 1996                                 | 23-06-1996                           | RCD Espanyol (1)                     | 3-0                                  | CD Oroquieta Villaverde              | Estadi Olímpic de Terrassa                  | [ 12 ]                               |
| XV                                   | 1997                                 | 08-06-1997                           | RCD Espanyol (2)                     | 4-2                                  | Club Atlético Málaga                 | Estadi Municipal d'Arganda del Rey          |                                      |
| XVI                                  | 1998                                 |                                      | Club Atlético Málaga (1)             | 4-0                                  | SD Lagunak                           | Camp d'Esports de Lleida                    |                                      |
| XVII                                 | 1999                                 |                                      | Oroquieta Villaverde (3)             | 3-1                                  | Eibartarrak FT                       | Tomelloso                                   |                                      |
| XVIII                                | 2000                                 | 25-06-2000                           | Llevant UEF (1)                      | 3-0                                  | SD Lagunak                           | Estadi Ciutat de València                   |                                      |
| XIX                                  | 2001                                 | 24-06-2001                           | Llevant UEF (2)                      | 5-1                                  | CF Puebla                            | Estadi Antonio Amilivia, Lleó               |                                      |
| XX                                   | 2002                                 | 30-06-2002                           | Llevant UEF (3)                      | 1-0                                  | RCD Espanyol                         | Estadi Ciutat de València                   | [ 13 ]                               |
| XXI                                  | 2003                                 | 29-06-2003                           | CE Sabadell FC (1)                   | 3-1                                  | CFF Estudiantes de Huelva            | Estadi de la Nova Creu Alta, Sabadell       | [ 14 ]                               |
| XXII                                 | 2004                                 | 06-06-2004                           | Llevant UEF (4)                      | 3-1                                  | CE Sabadell FC                       | Estadi d'Anduva, Miranda de Ebro            | [ 15 ]                               |
| XXIII                                | 2005                                 | 12-06-2005                           | Llevant UEF (5)                      | 2-1                                  | CF Puebla                            | Estadi Breña Alta, La Palma                 | [ 16 ]                               |
| XXIV                                 | 2006                                 | 11-06-2006                           | RCD Espanyol (3)                     | 2-2 (4-3, p.)                        | SD Lagunak                           | Poliesportiu Municipal Natzaret, València   | [ 17 ]                               |
| XXV                                  | 2007                                 | 20-06-2007                           | Llevant UEF (6)                      | 3-1                                  | RCD Espanyol                         | Estadi García de la Mata, Madrid            |                                      |
| XXVI                                 | 2008                                 | 29-06-2008                           | Rayo Vallecano (1)                   | 3-2                                  | Llevant UEF                          | Estadi Juliar Ariza, Torrelodones           |                                      |
| XXVII                                | 2009                                 | 21-06-2009                           | RCD Espanyol (4)                     | 5-1                                  | CD Prainsa Saragossa                 | Estadi de La Romareda, Saragossa            | [ 18 ]                               |
| XXVIII                               | 2010                                 | 05-06-2010                           | RCD Espanyol (5)                     | 3-1                                  | Rayo Vallecano                       | Poliesportiu d'Artunduaga, Basauri          | [ 19 ]                               |
| XXIX                                 | 2011                                 | 19-06-2011                           | FC Barcelona (2)                     | 1-0                                  | RCD Espanyol                         | Ciudad del Fútbol de Las Rozas              | [ 20 ]                               |
| XXX                                  | 2012                                 | 10-06-2012                           | RCD Espanyol (6)                     | 2-1                                  | Athletic Club                        | Ciudad del Fútbol de Las Rozas              | [ 21 ]                               |
| XXXI                                 | 2013                                 | 16-06-2013                           | FC Barcelona (3)                     | 4-0                                  | CD Prainsa Saragossa                 | Ciudad del Fútbol de Las Rozas              | [ 22 ]                               |
| XXXII                                | 2014                                 | 21-06-2014                           | FC Barcelona (4)                     | 1-1 (5-4, p.)                        | Athletic Club                        | Estadi Alfonso Murube, Ceuta                | [ 23 ]                               |
| XXXIII                               | 2015                                 | 17-05-2015                           | Sporting de Huelva (1)               | 2-1                                  | València CF                          | Estadi Álvarez Claro, Melilla               |                                      |
| XXXIV                                | 2016                                 | 26-06-2016                           | Atlètic de Madrid (1)                | 3-2                                  | FC Barcelona                         | Ciudad del Fútbol de Las Rozas              | [ 24 ]                               |
| XXXV                                 | 2017                                 | 18-06-2017                           | FC Barcelona (5)                     | 4-1                                  | Atlètic de Madrid                    | Ciudad del Fútbol de Las Rozas              |                                      |
| XXXVI                                | 2018                                 | 02-06-2018                           | FC Barcelona (6)                     | 1-0 (prò.)                           | Atlètic de Madrid                    | Estadi Romano, Mèrida                       |                                      |
| XXXVII                               | 2019                                 | 11-05-2019                           | Reial Societat (1)                   | 2-1                                  | Atlètic de Madrid                    | Estadi Nuevo Los Cármenes, Granada          | [ 25 ]                               |
| XXXVIII                              | 2020                                 | 13-02-2021                           | FC Barcelona (7)                     | 3-0                                  | EDF Logroño                          | Estadi de La Rosaleda, Màlaga               | [ 4 ]                                |
| XXXIX                                | 2021                                 | 30-05-2021                           | FC Barcelona (8)                     | 4-2                                  | Llevant UEF                          | Estadi Municipal de Butarque, Leganés       | [ 26 ]                               |
| XL                                   | 2022                                 | 29-05-2022                           | FC Barcelona (9)                     | 6-1                                  | Sporting de Huelva                   | Estadi Municipal de Santo Domingo, Alcorcón |                                      |
| XLI                                  | 2023                                 | 28-05-2023                           | Atlètic de Madrid (2)                | 2-2 (3-1, p.)                        | Reial Madrid                         | Estadi Municipal de Butarque, Leganés       | [ 27 ]                               |
| XLII                                 | 2024                                 | 18-05-2024                           | FC Barcelona (10)                    | 8-0                                  | Reial Societat                       | Estadi de La Romareda, Saragossa            | [ 28 ]                               |
| XLIII                                | 2025                                 | 07-06-2025                           | FC Barcelona (11)                    | 2-0                                  | Atlètic de Madrid                    | Estadi El Alcoraz, Osca                     | [ 29 ]                               |

## Palmarès

### Per clubs
| Equip                            | Campió | Subcampió | Finals | Anys campió                                                                                       | Anys subcampió                     |
| -------------------------------- | ------ | --------- | ------ | ------------------------------------------------------------------------------------------------- | ---------------------------------- |
| Futbol Club Barcelona            | 11     | 2         | 13     | 1993-94, 2010-11, 2012-13, 2013-14, 2016-17, 2017-18, 2019-20, 2020-21, 2021-22, 2023-24, 2024-25 | 1990-91, 2015-16                   |
| Reial Club Deportiu Espanyol     | 6      | 4         | 10     | 1995-96, 1996-97, 2005-06, 2008-09, 2009-10, 2011-12                                              | 1989-90, 2001-02, 2006-07, 2010-11 |
| Llevant Unió Esportiva           | 6      | 2         | 8      | 1999-00, 2000-01, 2001-02, 2003-04, 2004-05, 2006-07,                                             | 2007-08, 2020-21                   |
| Añorga Kirol eta Kultur Elkartea | 3      | 4         | 7      | 1989-90, 1990-91, 1992-93                                                                         | 1983-84, 1986-87, 1988-89, 1994-95 |
| CD Oroquieta Villaverde          | 3      | 3         | 6      | 1991-92, 1994-95, 1998-99                                                                         | 1992-93, 1993-94, 1995-96          |
| Deportivo de La Corunya          | 3      | 0         | 3      | 1982-83, 1983-84, 1984-85                                                                         | —                                  |
| Club Atlètic de Madrid           | 2      | 4         | 6      | 2015-16, 2022-23                                                                                  | 2016-17, 2017-18, 2018-19, 2024-25 |
| Oiartzun Kirol Elkartea          | 2      | 1         | 3      | 1986-87, 1987-88                                                                                  | 1985-86                            |
| Porvenir Club de Futbol          | 1      | 2         | 3      | 1985-86                                                                                           | 1982-83, 1987-88                   |
| Centre d'Esports Sabadell FC     | 1      | 2         | 3      | 2002-03                                                                                           | 1991-92, 2003-04                   |
| Màlaga Club de Futbol            | 1      | 1         | 2      | 1997-98                                                                                           | 1996-97                            |
| Rayo Vallecano                   | 1      | 1         | 2      | 2007-08                                                                                           | 2009-10                            |
| Sporting Club de Huelva          | 1      | 1         | 2      | 2014-15                                                                                           | 2021-22                            |
| Reial Sociedad                   | 1      | 1         | 2      | 2018-19                                                                                           | 2023-24                            |
| CF Parque Alcobendas             | 1      | 0         | 1      | 1988-89                                                                                           | —                                  |
| Lagunak Kirol Elkartea           | 0      | 3         | 3      | —                                                                                                 | 1997-98, 1999-00, 2005-06          |
| Club de Futbol Puebla            | 0      | 2         | 2      | —                                                                                                 | 2000-01, 2004-05                   |
| Zaragoza Club de Fútbol          | 0      | 2         | 2      | —                                                                                                 | 2008-09, 2012-13                   |
| Athletic Club de Bilbao          | 0      | 2         | 2      | —                                                                                                 | 2011-12, 2013-14                   |
| Penya Barcelonista Barcilona     | 0      | 1         | 1      | —                                                                                                 | 1984-85                            |
| Eibar Kirol Elkartea             | 0      | 1         | 1      | —                                                                                                 | 1998-99                            |
| CFF Estudiantes de Huelva        | 0      | 1         | 1      | —                                                                                                 | 2002-03                            |
| València Club de Futbol          | 0      | 1         | 1      | —                                                                                                 | 2014-15                            |
| Escuelas de Fútbol de Logroño    | 0      | 1         | 1      | —                                                                                                 | 2019-20                            |
| Reial Madrid Club de Fútbol      | 0      | 1         | 1      | —                                                                                                 | 2022-23                            |

### Per futbolista
| Nota. S'inclouen les futbolistes amb sis o més títols Dades actualitzades el juny de 2025 |

| # | Futbolista      | Títols |
| - | --------------- | ------ |
| 1 | Marta Torrejón  | 12     |
| 2 | Alèxia Putellas | 9      |
| 3 | Sara Monforte   | 8      |
| 4 | Vicky Losada    | 7      |
| 4 | Melanie Serrano | 7      |
| 6 | Miriam Diéguez  | 6      |
| 6 | Marta Corredera | 6      |
| 6 | Leila Ouahabi   | 6      |